# Mornshausen an der Dautphe
Mornshausen (bis zur Eingemeindung Mornshausen an der Dautphe, kurz Mornshausen a. D., mundartlich Mornshause) ist ein Dorf im Hessischen Hinterland und als solches ein Ortsteil der Großgemeinde Dautphetal im mittelhessischen Landkreis Marburg-Biedenkopf. 

## Geschichte

### Von den Anfängen bis zur Gebietsreform in Hessen
Die älteste bekannte schriftliche Erwähnung von Mornshausen erfolgte unter dem Namen Moroldeshusen im Jahr 1291 in einer Klosterurkunde.
Zum Ort Mornshausen gehört der Wohnplatz Amelose, der 1515 erstmals unter diesem Namen erwähnt wurde. An dieser Stelle befand sich der Ort Enchesgeseß, der erstmals im Jahr 1374 urkundlich erwähnt wurde. Ab dem 17. Jahrhundert scheint sich der Begriff Amelose durchgesetzt zu haben.
Die Statistisch-topographisch-historische Beschreibung des Großherzogthums Hessen berichtet 1830 über Mornshausen:

„Mornshausen an der Dautphe (L. Bez. Gladenbach) evangel. Filialdorf; liegt 2 St. von Gladenbach, so wie an der von Biedenkopf nach Giessen ziehenden Chaussee, hat 39 Häuser und 242 evangelische Einwohner. Hierher gehört der Hof Ameluse und 1 Mahlmühle. Der frühere Name von Mornshausen ist Morludisshusen, und der Ort war schon im 15. Jahrhundert nach Dautphe eingepfarrt.“

### Gebietsreform
Zum 1. Juli 1974 wurde die bis dahin selbständige Gemeinde Mornshausen a. D. im Zuge der Gebietsreform in Hessen mit 11 weiteren Gemeinden kraft Landesgesetz zur neuen Großgemeinde Dautphetal zusammengeschlossen. Sitz der Gemeindeverwaltung wurde der Ortsteil Dautphe. Für alle ehemals eigenständigen Gemeinden von Dautphetal wurden Ortsbezirke mit Ortsbeirat und Ortsvorsteher nach der Hessischen Gemeindeordnung eingerichtet.

### Ortsname
Vor dem Zusammenschluss mit anderen Gemeinden zur Großgemeinde Dautphetal hieß Mornshausen amtlich Mornshausen an der Dautphe oder kurz Mornshausen a. D. zur Unterscheidung von dem im selben Kreisgebiet gelegenen Mornshausen a. S. Neben der amtlichen existierten einige weitere Schreibweisen, wie Mornshausen/Dautphe oder Mornshausen (Dautphe). Die Schreibweisen mit Namenszusatz sind heute noch gelegentlich gebräuchlich.

### Territorialgeschichte und Verwaltung im Überblick
Die folgende Liste zeigt im Überblick die Territorien, in denen Mornshausen lag, bzw. die Verwaltungseinheiten, denen es unterstand:
- vor 1567: Heiliges Römisches Reich, Landgrafschaft Hessen, Amt Biedenkopf, Gericht Dautphe
- ab 1567: Heiliges Römisches Reich, Landgrafschaft Hessen-Marburg, Amt Biedenkopf, Gericht Dautphe[9]
- 1604–1648: strittig zwischen Hessen-Kassel und Hessen-Darmstadt (Hessenkrieg)
- ab 1604: Heiliges Römisches Reich, Landgrafschaft Hessen-Kassel, Amt Biedenkopf, Gericht Dautphe
- ab 1627: Heiliges Römisches Reich, Landgrafschaft Hessen-Darmstadt, Oberfürstentum Hessen, Amt Biedenkopf, Gericht Dautphe[10][11]
- ab 1806: Rheinbund, Großherzogtum Hessen, Oberfürstentum Hessen, Amt Biedenkopf[12]
- ab 1815: Deutscher Bund, Großherzogtum Hessen, Provinz Oberhessen, Amt Biedenkopf[13]
- ab 1821: Deutscher Bund, Großherzogtum Hessen, Provinz Oberhessen, Landratsbezirk Gladenbach (Trennung von Justiz (Landgericht Gladenbach) und Verwaltung)
- ab 1832: Deutscher Bund, Großherzogtum Hessen, Provinz Oberhessen, Kreis Biedenkopf
- ab 1848: Deutscher Bund, Großherzogtum Hessen, Regierungsbezirk Biedenkopf
- ab 1852: Deutscher Bund, Großherzogtum Hessen, Provinz Oberhessen, Kreis Biedenkopf
- ab 1867: Norddeutscher Bund, Königreich Preußen, Provinz Hessen-Nassau, Regierungsbezirk Wiesbaden, Kreis Biedenkopf (übergangsweise Hinterlandkreis)[11]
- ab 1871: Deutsches Reich, Königreich Preußen, Provinz Hessen-Nassau, Regierungsbezirk Wiesbaden, Kreis Biedenkopf
- ab 1918: Deutsches Reich, Freistaat Preußen, Provinz Hessen-Nassau, Regierungsbezirk Wiesbaden, Kreis Biedenkopf
- ab 1932: Deutsches Reich, Freistaat Preußen, Provinz Hessen-Nassau, Regierungsbezirk Wiesbaden, Kreis Dillenburg
- ab 1933: Deutsches Reich, Freistaat Preußen, Provinz Hessen-Nassau, Regierungsbezirk Wiesbaden, Kreis Biedenkopf
- ab 1944: Deutsches Reich, Freistaat Preußen, Provinz Nassau, Landkreis Biedenkopf
- ab 1945: Amerikanische Besatzungszone, Groß-Hessen, Regierungsbezirk Wiesbaden, Landkreis Biedenkopf
- ab 1949: Bundesrepublik Deutschland, Land Hessen (seit 1946), Regierungsbezirk Wiesbaden, Landkreis Biedenkopf
- ab 1968: Bundesrepublik Deutschland, Land Hessen, Regierungsbezirk Darmstadt, Landkreis Biedenkopf
- ab 1974: Bundesrepublik Deutschland, Land Hessen, Regierungsbezirk Kassel, Landkreis Marburg-Biedenkopf
- Am 1. Juli 1974 wurde Mornshausen als Ortsteil der neu gebildeten Gemeinde Dautphetal eingegliedert.
- ab 1981: Bundesrepublik Deutschland, Land Hessen, Regierungsbezirk Gießen, Landkreis Marburg-Biedenkopf

### Einwohnerentwicklung

#### Einwohnerstruktur
Nach den Erhebungen des Zensus 2011 lebten am Stichtag dem 9. Mai 2011 in Mornshausen 785 Einwohner. Darunter waren 18 (2,3 %) Ausländer.
Nach dem Lebensalter waren 132 Einwohner unter 18 Jahren, 339 zwischen 18 und 49, 168 zwischen 50 und 64 und 129 Einwohner waren älter.
Die Einwohner lebten in 309 Haushalten. Davon waren 75 Singlehaushalte, 93 Paare ohne Kinder und 114 Paare mit Kindern, sowie 21 Alleinerziehende und 6 Wohngemeinschaften. In 54 Haushalten lebten ausschließlich Senioren/-innen und in 213 Haushaltungen lebten keine Senioren/-innen.

#### Einwohnerzahlen
| Quelle: Historisches Ortslexikon |                                                                                        |
| • 1577:                          | 021 Hausgesesse                                                                        |
| • 1630:                          | 030 Hausgesesse (9 zweispännige, 11 einspännige Ackerleute, 10 Einläuftige), 2 Witwen. |
| • 1677:                          | 023 Hausgründe, 4 Witwen, 8 ledige Personen                                            |
| • 1742:                          | 037 Haushalte                                                                          |
| • 1791:                          | 198 Einwohner                                                                          |
| • 1800:                          | 206 Einwohner                                                                          |
| • 1806:                          | 214 Einwohner, 34 Häuser                                                               |
| • 1829:                          | 242 Einwohner, 39 Häuser                                                               |

| Mornshausen: Einwohnerzahlen von 1791 bis 2018 | Mornshausen: Einwohnerzahlen von 1791 bis 2018 | Mornshausen: Einwohnerzahlen von 1791 bis 2018 | Mornshausen: Einwohnerzahlen von 1791 bis 2018 | Mornshausen: Einwohnerzahlen von 1791 bis 2018 |
| --- | ---------------------------------------------- | ---------------------------------------------- | ---------------------------------------------- | ---------------------------------------------- |
| Jahr |                                                |                                                |                                                | Einwohner                                      |
| 1791 | 1791                                           |                                                | 198                                            | 198                                            |
| 1800 | 1800                                           |                                                | 206                                            | 206                                            |
| 1806 | 1806                                           |                                                | 214                                            | 214                                            |
| 1829 | 1829                                           |                                                | 242                                            | 242                                            |
| 1834 | 1834                                           |                                                | 219                                            | 219                                            |
| 1840 | 1840                                           |                                                | 227                                            | 227                                            |
| 1846 | 1846                                           |                                                | 258                                            | 258                                            |
| 1852 | 1852                                           |                                                | 293                                            | 293                                            |
| 1858 | 1858                                           |                                                | 285                                            | 285                                            |
| 1864 | 1864                                           |                                                | 270                                            | 270                                            |
| 1871 | 1871                                           |                                                | 269                                            | 269                                            |
| 1875 | 1875                                           |                                                | 299                                            | 299                                            |
| 1885 | 1885                                           |                                                | 305                                            | 305                                            |
| 1895 | 1895                                           |                                                | 329                                            | 329                                            |
| 1905 | 1905                                           |                                                | 351                                            | 351                                            |
| 1910 | 1910                                           |                                                | 351                                            | 351                                            |
| 1925 | 1925                                           |                                                | 377                                            | 377                                            |
| 1939 | 1939                                           |                                                | 408                                            | 408                                            |
| 1946 | 1946                                           |                                                | 644                                            | 644                                            |
| 1950 | 1950                                           |                                                | 627                                            | 627                                            |
| 1956 | 1956                                           |                                                | 641                                            | 641                                            |
| 1961 | 1961                                           |                                                | 648                                            | 648                                            |
| 1967 | 1967                                           |                                                | 695                                            | 695                                            |
| 1980 | 1980                                           |                                                | ?                                              | ?                                              |
| 1990 | 1990                                           |                                                | ?                                              | ?                                              |
| 2000 | 2000                                           |                                                | ?                                              | ?                                              |
| 2006 | 2006                                           |                                                | 802                                            | 802                                            |
| 2011 | 2011                                           |                                                | 765                                            | 765                                            |
| 2016 | 2016                                           |                                                | 754                                            | 754                                            |
| 2018 | 2018                                           |                                                | 753                                            | 753                                            |
| Datenquelle: Historisches Gemeindeverzeichnis für Hessen: Die Bevölkerung der Gemeinden 1834 bis 1967. Wiesbaden: Hessisches Statistisches Landesamt, 1968. Weitere Quellen: LAGIS; nach 1970: Gemeinde Dautphetal (webarchiv); Zensus 2011 |                                                |                                                |                                                |                                                |

#### Religionszugehörigkeit
| Quelle: Historisches Ortslexikon |                                                                            |
| • 1829:                          | 242 evangelische (= 100 %) Einwohner                                       |
| • 1885:                          | 305 evangelische (= 100 %) Einwohner.                                      |
| • 1961:                          | 545 evangelische (= 84,10 %), 99 römisch-katholische (= 15,28 %) Einwohner |

#### Erwerbstätigkeit
| • 1961: | Erwerbspersonen: 117 Land- und Forstwirtschaft, 187 produzierendes Gewerbe, 35 Handel und Verkehr, 23 Dienstleistungen und Sonstiges. |

## Politik

### Ortsbeirat
Der Ortsbeirat wird von Ortsvorsteher Freidemann Leinweber (BLM) angeführt.

### Wappen
Am 25. Februar 1959 genehmigte der Hessische Minister des Innern das Wappen mit folgender Beschreibung:
| Wappen von Mornshausen a. D. | Blasonierung: „In Blau inmitten eines ausstrahlenden goldenen Feuerscheines ein roter, herschauender Rehbock, links überhöht von einer roten Glocke.“ |
| Wappen von Mornshausen a. D. | |